# Белуджи
Белу́джи (белудж. بلوچ [baloːt͡ʃ]) — иранский народ с традиционной кочевой культурой и развитым племенным делением, говорящий на языке северо-западной подгруппы иранской группы языков.
Населяет малоплодородную юго-восточную часть Иранского нагорья от побережья Аравийского моря вглубь материка, поделённую между Пакистаном (провинция Белуджистан), Ираном (остан Систан и Белуджистан) и югом Афганистана. Значительно присутствие белуджских племён также в ОАЭ и Омане. Общая численность приближается к 9 млн чел. По вероисповеданию — мусульмане-сунниты ханафитского мазхаба.

## Этимология
Йохан Хансман связывает термин «Балоч» с Мелухой, название которого, как полагают, было определено цивилизацией долины Инда для шумеров (2900—2350 до н. э.) и аккадцев (2334—2154 г. до н. э.) в Месопотамии. Мелуха исчезает из месопотамских записей в начале второго тысячелетия до н. э. Тем не менее, Хансман утверждает, что след его в модифицированной форме, как Baluḫḫu, был сохранён в названиях продуктов, импортированных ассирийцами (911—605 г. до н. э.). Аль-Мукаддаси (985 г. н. э.), который посетил столицу Макрана Баннаджбур, утверждает, что он был населён людьми по имени Балуcи (Балучи), что побудило Хансмана постулировать «Балуx» как модификацию Мелухху и Балухху.
Аско Парпола связывает имя Мелухху с индоарийскими словами Млеччха (санскрит), milakkha / milakkhu (пали) и т. д., которые обычно использовались для указания на «внешних варваров любой расы или цвета», а также применялись древними индийскими королевствами для описания иностранцев. Среди других групп, называемых млеччами, были саки, гунны, йоны, камбоджи, парфяне, бахлики и ришики. Амара-коша описал Кираты и Пулинды как млеча-джаты. Индо-греки, скифы были также млеччами.
В санскрите о Балуджах может быть надпись Гурджара-Пратихара правителя Михиры Бходжа (т. 836—885), в которой говорится, что основатель династии Нагабхата I отразил мощную армию «Валача Млеча», переведённую как «иностранцы Балуджы». Хотя в данном упоминании «Валача» (белуджи) — более узкое понятие, чем «Млеча» (иноплеменники), последнее слово также произошло от архаичного названиея предков белуджей.

## История и этногенез
Язык белуджей принадлежит к северо-западной подгруппе и оказывается в ближайшем родстве парфянскому, прикаспийским иранским (мазендеранскому и семнанскому), курдскому и др., распространённым далеко от Белуджистана, что заставляет предположить миграцию предков белуджей с севера Ирана на юго-восток. Между тем для самого этнонима белуджей предполагается местный источник: balōč < др.иран. *ṷadraṷatī «земля подводных каналов», отражённое в др.-греч. Γεδρωσία, Гедросия. Таким образом до своего прихода в Гедросию предки белуджей называли себя иначе, что сильно усложняет их идентификацию с древними народами.
В персидских источниках земли нынешнего Белуджистана назывались Макой или Мекраном (др.-перс. Maka-, перс. مکران‎) и в древности Мекран имел преимущественно неарийское автохтонное население, возможно сохранявшееся вплоть до экспансии белуджей.
По словам исследователей белуджи являются потомками древних мидийцев и парфян, или являются основателями их держав, и отличаются большой примесью сакских элементов.
Имя белуджей (b’lč’n) упоминается в среднеперсидских источниках (Карнамак-и Ардашер-и Папакан). О белуджах упоминается в трактате Худуд аль-алам в виде араб. blwṣ‎, перс. blwj‎ (для *blwč). Масуди упоминает балочей (balōč) наряду с кофичами (kōfīč), помещая первых в пустыни восточного Фарса (имеется в виду Мекран к востоку от нынешнего Фарса), а вторых — в здешних горах. Упоминание о белуджах и кофичах попало даже в Шахнаме Фирдоуси: kōč o balōč в общем значении «разбойники пустыни».
Предполагается, что белуджи заселили нынешние места обитания, возможно, несколькими волнами в VII—VIII вв. Вероятно, начальным пунктом их миграции был юго-восток центральнокаспийского региона, где встречались влияния среднеперсидского и парфянского. Хотя белуджский довольно сильно отстоит от курдского, он разделяет с последним некоторые признаки промежуточной зоны между северо-западными и юго-западными иранскими языками, что говорит о его более южной прародине, возможно связанной с пустыней Деште-Кевир.
Миграция прабелуджей должна была завершиться к занятию Кермана турками-сельджуками (1060 г.). Возможно, она началась ещё при Сасанидах, хотя её несомненно подстегнули арабы, уже столкнувшиеся с балочами и кофичами после взятия Кермана в 644 г. Сведения о белуджах становятся более частыми в эпоху Махмуда Газневи, и окончательно белуджи продвигаются на восток, в Келатскую долину и Кветту, где они приходят в соприкосновение с брагуями, только в XV веке.
Белуджийский историк Н. Дашти пишет:
«Почти три тысячи лет назад множество племён покинули свои жилища в Центральной Азии и двинулись на запад, юг и юго-восток в направлениях. Этих людей называли арийцами и часть из них стали известны как индоиранские племена. Некоторые из индо-иранских племён обосновались в северо-западной иранской области Баласакан. Обстоятельства заставили эту скотоводческую кочевую группу племён, известных в то время как Баласчик, массово мигрировать и отказаться от своей прародины. После многих веков скитаний и страданий эти скотоводческие кочевники в конечном счете, осели на юге и восточных окраинах иранского плато. Здесь они утратили название Баласчик и стали называться Балоч, а регион, где они наконец остановились, стал известен как Белуджистан „в стране Белуджи“. Они ввели свой язык и культуру по всему региону и создали национальное государство, которое просуществовало в течение почти трёхсот лет в независимом или полу-независимом статусе. Государство Белуджей стало свидетелем многих взлётов и падений на протяжении своего существования и наконец исчезло с карты мира, когда было оккупировано Пакистаном в 1948 году».
Территория Белудж упоминается в географическом трактате о регионах Ирана, написанном на пехлевийском языке примерно в II веке солнечной хиджры (VII веке по григорианскому календарю). В данном трактате вышеупомянутая территория состояла из семи районов, каждый из которых имел своё отдельное управление.
Ибн Хаукаль в своих текстах также говорит о семи племенах, живущих у горы Кафс (Куч), занимавшихся скотоводством и имевших своих предводителей. По-видимому, и Ибн Хаукаль, и неизвестный автор работы по регионам Ирана, оба указывали на один и тот же народ белуджей.
Словосочетание «белудж, живущий в горах» неоднократно появляется в тексте «Шахнаме» Фердоуси. В трактатах по географии, составленных в IV веке солнечной хиджры, слово «белудж» всё чаще упоминается в связке с такими словами как «кудж» и «куфч», которые используются при описании двух племенных групп, проживающих в районе горного массива Кофс провинции Керман.
Учитывая все сведения, полученные в ходе археологических исследований местообитания белуджей в течение нескольких тысячелетий до нашей эры, можно сказать, что самые ранние исторические сведения об этой территории и её народе относятся к Ахеменидской эпохе и к греческим источникам.
Территория Белуджистана в его сегодняшнем понимании была упомянута в Бехистунской надписи Дария и текстах, выгравированных в Персеполе. В вышеупомянутых источниках Белуджистан упоминается как «Мака», в местном произношении — «Мачья». Данное слово с большой долей вероятности относится к «макрану» или «макорану» (в произношении белуджского языка) — прибрежной территории Западного Белуджистана.
В свою очередь, историк Геродот, упоминая слова «Мукай» или «Мака», говорил о племенах, живущих на побережье Персидского залива и в регионе, известном сегодня под названием Макран. Геродот считал, что вышеуказанные территории являются частью четырнадцатой провинции Ирана во время правления Дария.
Мокран, юго-восточная часть Белуджистана, была обращена в ислам, по одним данным, во времена правления Омара ибн Хаттаба (23 год солнечной хиджры (644 год по григорианскому календарю)), а по другим данным — в годы правления Муавии (44 год солнечной хиджры (664 год по григорианскому календарю)). В те времена белуджи ещё не пришли на ту территорию. Они, очевидно, до середины IV века солнечной хиджры (X век по григорианскому календарю) проживали в восточной части Кермана. Географы писали о них как о двух группах горцев и называли их «куч» и «балуч» («кофс» и «балус»).
По мнению большинства учёных, перемещение белуджей на юго-восточные земли Ирана началось из территории в северной части Ирана. Этот процесс начался в V веке нашей эры из-за набега эфталитов. Во время последующих набегов, то есть в эпоху Сельджукидов (V век солнечной хиджры (XI век по григорианскому календарю)), монголов (VII век солнечной хиджры (XIII век по григорианскому календарю)), Тамерлана (VIII век по солнечной хиджре (XIII век по григорианскому календарю)) белуджи постепенно смещались в сторону юга, а впоследствии и на восток Ирана, заняв при этом обширную территорию. С большой долей вероятности можно говорить о том, что во время атаки сельджуков на Керман белуджи, жившие на землях Систана и Кермана, были вынуждены мигрировать оттуда в район Мекран и восточные районы, граничащие с Индией. Именно с того момента Мекран как место, где стали жить белуджи, был переименован в Белуджистан.

### Список белуджийских государств
- Ланго (султанат)
- Калат (ханство)
- Харан (ханство)
- Лас Бела (ханство)
- Талпуры (династия)
- Макран (ханство)
- Союз государств Белуджистана

## Расселение
Белуджистан — область расселения белуджей — представляет собой редкозаселённое пустынное плосокогорье, простирающееся от нижнего течения Инда до Ормузского пролива и от Систана и Сулеймановых гор до побережья Аравийского моря. Несмотря на существование в XVII—XIX веках Калатского ханства, объединявшего брагуйские и многие белуджские племена, в результате экспансии Британской империи и Ирана территория Белуджистана оказалась поделена на западную часть, входящую ныне в иранский остан Систан и Белуджистан, и восточную — пакистанскую провинцию Белуджистан.
Широкая полоса Калатской долины в пакистанском Белуджистане, где население преимущественно брагуйское, делит белуджей на западные племена — мекрани (рахшани, западные ринды, сангур, раис, каудаи, дашти, гички, санджерани, нушервани и др.) и восточные — сулеймани (марри, бугти, мазари, легари, лашари, восточные ринды, умрани, джамали, буледы, дришак и т. д.). Кроме того, к западным белуджам относятся белуджи юго-востока Ирана и юга Афганистана, а также белуджи Омана и других стран Арабского залива, куда белуджские скотоводы переселялись начиная со времён Моголов. Белуджские кочевники расселились также в небольших количествах по всему востоку Ирана и западу Афганистана (Хорасану), вплоть до пределов бывшего СССР. Небольшая белуджская община проживает в нескольких деревнях Марыйского оазиса Туркменистана. Значительно также белуджское население в пакистанских провинциях Синдх и Пенджаб.
Процентное отношение белуджского населения в разных странах:
| Страна       | Численность белуджей | Процент от общего числа населения страны | Процент от общего числа белуджей |
| ------------ | -------------------- | ---------------------------------------- | -------------------------------- |
| Пакистан     | 6,2 млн              | 4 %                                      | 70 %                             |
| Иран         | 1,48 млн             | 2 %                                      | 16,7 %                           |
| Афганистан   | 567 тыс.             | 2 %                                      | 6,4 %                            |
| Оман         | 425 тыс.             | 15 %                                     | 4,8 %                            |
| ОАЭ          | 100 тыс.             | 1,4 %                                    | 1,1 %                            |
| Туркменистан | 87,5 тыс.            | 1,2 %                                    | 1,0 %                            |

Белуджи составляют большинство населения города Захедан в Иране и вторую по численности после пуштунов общину Кветты.
В Пакистанском Белуджистане по сути всё население, кроме пуштунов, называет себя белуджами, входя в белуджское племенное деление, включая тех, кто разговаривает в быту не на белуджском языке. К таким «белуджам» относятся прежде всего довольно многочисленные брагуи, чей родной язык относится к дравидийской семье. Существуют также персоязычные белуджские племена, например, дехвары.
Традиционное хозяйство белуджей — кочевое скотоводство, однако с давних пор часть белуджей занимается пашенным земледелием, прежде всего в Келатской долине и долине Инда.

## Язык
Довольно архаичный белуджский язык распадается на многочисленные племенные диалекты, объединяемые в две группы: западную и восточную в соответствии с делением белуджских племён. Между западными и восточными диалектами расхождения довольно существенные и взаимопонимание между их носителями в ряде случаев сильно затруднено. Белуджским языком активно владеет также большинство брагуйского населения.
Сами белуджи в большинстве случаев би- или трилингвы, и в зависимости от страны проживания владеют также урду, синдхи, пенджаби, пашто, фарси, арабским или туркменским.

## Общество
Белуджское общество состоит из нескольких племён и классов и делится на четыре социальных слоя: хакемзат, балуч, шахри и голам, то есть аристократическую верхушку, кочевников, земледельцев и рабов. Каждый из трёх слоёв (хакемзат, балуч, шахри) имел свою социальную организацию, разделялся на отдельные группы по регионам и обладал своей сферой влияния. Хакемзат придавал большое значение племени и отношениям свойства, балуч — родству по прямой линии, шахри — боковому родству. Большие группы белуджских кочевников, равно как и земледельцы-шахри, находилось в подчинении у хакемзат.
Белуджи были крупной кочевой этнической группой, которая принесла с собой на новую территорию своё название и название своего языка балучи. Данный народ сохранил все ценности, связанные со своей идентичностью, выработанные в прошлом. В силу традиций и культурных особенностей каждый из кочевников-белуджей знал, к какому классу, роду и социальному слою он относится.
В основном кочевники были удалены от центров власти. Их социальная организация была основана на равных отношениях между представителями «халка» (социальной единицы, состоящей из нескольких «гедамов» — домов/палаток), у членов которого были общие стада для кочевий и пастбищ. Они поддерживали контакты с шахри (оседлыми землевладельцами, занятыми крестьянским трудом и, вероятно, небелуджского происхождения) для обмена продуктами земледелия и скотоводства.
Каста голам была представлена рабами, привезёнными из различных частей Центрального и Южного Белуджистана, ряда провинций Ирана и других стран. Голамы находились в прямой зависимости от белуджей и кочевали вместе с членами халка, и таким образом были вынуждены перенимать навыки миграции, связанные с образом жизни белуджских племён. Однако переход из зависимого состояния в свободное был им недоступен. Рабам запрещалось вступать в отношения с представителями халка и племени из-за их низкого социального статуса. Впоследствии голамы сформировали отдельную группу под названием «голамзейи» или «голамзайи».
Каждое из белуджских племён придерживалось строгой клановой структуры, где в основу всего был положен принцип патрилинейности, и каждое племя вело своё происхождение от рода мужчины — его основателя. Вождь племени назывался «сардар» или «мир». Вожди принадлежали к роду сардаров по прямой линии.
В структуре рода белуджей выделялись более мелкие роды, которые назывались словами «хашам», «шалвар» и «тайефе», а у некоторых групп — «тире». Они создавали основу для халка как социально-экономической единицы.
Политический строй племени напрямую зависел от «миров» и «сардаров», которые могли проживать вместе со своими семействами и членами племени в крепостях. Связанные с ними члены племени и рабы проживали в глинобитных домах (капар) и палатках вокруг крепостей. Для поддержания жизнеобеспечения укреплений вблизи них обрабатывали поля, сажали рощи пальм и фруктовые сады.
После падения политической власти три главных белуджских племенных объединения (ренд, лэшар и наруи) приобрели особый вес и политическое влияние в белуджском обществе. Иерархия старой традиционной структуры этих племён состояла из: племени, рода, хиля (объединение, состоящее из нескольких домов-палаток), гедама (палатка-дом, или, иначе говоря, название одной отдельной семьи). Становится очевидно, что в подобном членении хиль являлся альтернативным названием/заменой слову «халк».
Самым крупным белуджским племенем являлось племя бамари. Ниже приведены менее многочисленные племена: яр-ахмадзий (-захи или -зайи), гомшадзий, ширханзий, семалзий (исмаилзи), которое потом стало называться «шебахши», мирморадзий, ширани, мобараки, риги и ещё ряд племён. В белуджском обществе Белуджистана живут другие племена и роды, имеющие другое — небелуджское — этническое, языковое и географическое происхождение, однако по причине того, что они прочно встроились в политическую структуру белуджских племён, их тоже называют белуджами, приравняв их к коренным племенам. Например, к подобным племенам относятся племена брагуи, баркзай, корд (вышедшие из среды курдских мигрантов Курдистана), дехвара или дехвари (являющиеся потомками коренных жителей-земледельцев, населяющих регион), нуширвани (переселенцы из Исфахана), болидехи (предположительно, переселенцы из Маската), джет и джедгал-валаси (представители индийского этноса джат), лури (цыгане), мид (рыболовы, проживающие на территории Мекрана), а также ряд других племён.
По состоянию на 1379 год солнечной хиджры (2000 год), всего в мире проживало около 8 миллионов белуджей. Статистические данные по юго-восточной части Ирана показывают, что там проживало 589.200 белуджей.
Сегодня большая часть белуджского населения исповедует ислам суннитского толка, ханафитского мазхаба, а такие племена, как ширвани и бамари, а также часть белуджей-переселенцев из Хорасана и Кермана исповедуют шиизм.

## Культура
Золотые украшения, такие как ожерелья и браслеты, являются важным аспектом традиции, особенно для женщин Белуджистана. Среди наиболее характерных ювелирных изделий можно отметить دور (дорр)- тяжёлые серьги, которые дополнительно прикрепляются к голове золотыми цепями так, чтобы вес украшения не причинял вреда ушам. Также белуджиские женщины обычно носят золотую брошь — тасни (белудж. تاسنی), различных форм и размеров, которая производится местными ювелирами и используется для соединения двух частей традиционного платья на груди.
В древние времена, особенно в доисламскую эпоху, среди белуджских женщин было распространено исполнение танцев и народных песен на различных мероприятиях. Пение традиционных колыбельных матерями своим детям в обществе белуджей играет важную роль в передаче знаний из поколения в поколение с древних времён.

## Антропология
Антропологически — белуджи, курды и таты-мусульмане сближаются с азербайджанцами (каспийский тип).
У белуджей, отмечаются[кем?] также некоторые черты сходства с дравидами (очень смуглая кожа, курчавые волосы, сравнительно толстые губы).
Антропологические исследования происхождения данного народа, основанные на сопоставлении физиологических особенностей строения организма белуджей, показывают, что по ряду таких физиологических особенностей, как размер черепа, форма скул и глаз, цвет радужной оболочки и волос, можно говорить о том, что этнически белуджи принадлежат к индо-иранским народам, проживающим на территории Иранского нагорья. Иванов чётко указывает на иранское происхождение кочевников-белуджей, отмечая при этом, что белуджи по ряду физиологических особенностей отличаются от иранцев и курдов.
Лингвистические исследования также подчёркивают то, что белуджский язык или балучи относится к иранской ветви индоевропейских языков.
Как известно[кому?][откуда?], в Белуджистане часть населения говорит на дравидийском языке — брагуи, часть на индоевропейском языке — балучи. Основываясь на трудах арабских географов X в., В. В. Бартольд, указывает, что белуджи, говорящие на индоевропейском языке, сперва занимали восточную часть Арана (Керман и области, пограничные с Белуджистаном) и лишь позднее заняли Белуджистан, перенеся на территорию этой страны название своего народа и свой язык.
Согласно (Journal of the Anthropological Institute, 1899) Mr. Ujfalvy — считает что народы Балтистана и Белуджистана имеют общее происхождение. В любом случае, даже если белуджи сочетают в себе скифское и нескифское происхождение, они давно поглощены индоевропейцами.

## Сепаратизм
С 1960-х годов началось хозяйственное освоение земель пакистанских белуджей, в Белуджистане были обнаружены большие месторождения природного газа, а также золота, меди, хромитов, угля, серы, нефти. Племенные вожди и старейшины белуджей считают, что власти Пакистана, разрабатывая эти месторождения, мало делают для развития этого бедного региона.
В 1963 и 1973 году белуджи Пакистана поднимали крупные восстания, в ходе которых требовали предоставления им особых прав — от автономии до независимости. В 1973—1976 годах вооружённую борьбу вёл Белуджский народный освободительный фронт.
С начала 2000-х годов сепаратистские выступления в Белуджистане усилились, ответственность за них стала брать на себя так называемая «Освободительная армия Белуджистана».
За независимость провинции, населённой белуджами, от Пакистана борется в течение последних десятилетий террористическое революционное движение «Балоч Варна» (Baloch Warna). Его руководителем был Наваб Акбар Хан Мухаммад Бугти («Тигр Белуджистана»), который погиб от рук пакистанских солдат в субботу 26 августа 2006 года вместе с 37 боевиками в горном дистрикте Кохлу («… вместо тихой смерти в постели я бы хотел умереть, сражаясь ради достижения своей цели»).
9 января 2012 года министр внутренних дел Пакистана сделал заявление, что Первез Мушарраф будет арестован, если вернётся из эмиграции на родину. Мушарафф обвиняется в организации убийства Беназир Бхутто и белуджского лидера — Акбара Бугти.